# Adrien Barralis
Joseph François Adrien Barralis, citato anche col nome italianizzato di Adriano, (Lucerame, 15 aprile 1818 – Lucerame, 18 agosto 1863), è stato un politico francese parlamentare del Regno di Sardegna e sindaco di Nizza.

## Biografia
Quando nasce Lucéram (Lucerame) faceva parte del regno di Sardegna, compreso nella Contea di Nizza. Dopo la laurea in giurisprudenza diventa notaio a Nizza. Nel 1853 è eletto sindaco di Nizza. Nel 1854 fa installare nella città l'illuminazione a gas, e partecipa alla creazione della Cassa di risparmio di Nizza nel 1857. Lo stesso anno lascia il mandato di sindaco a Francesco Malaussena e si fa eleggere deputato al Parlamento del Regno di Sardegna nel collegio di Utelle. Dopo l'Annessione della contea di Nizza alla Francia nel 1860, diventa sindaco di Lucéram e conseiller général.